# Mazurzy (Mazowsze)
Mazurzy (Mazowszanie, gw. Mazury) – grupa etnograficzna ludności polskiej zamieszkująca Mazowsze. Jeszcze w XIX w. odznaczali się znaczną odrębnością kulturową, jednak współcześnie w dużej mierze zatracili oryginalną, mazowiecką tożsamość i kulturę ludową. Tradycyjnie posługiwali się gwarami dialektu mazowieckiego.
Jan Stanisław Bystroń określał pierwotną ludność Mazowsza mianem Mazurów właściwych. Zaliczał do Mazurów również sąsiednie, pokrewne grupy: Księżaków, Kurpiów oraz Poborzan, podkreślając jednak ich odmienną kulturę i wyraźnie zarysowaną, odrębną tożsamość. Jako mazurskie określał także grupy pochodzące od osadników mazowieckich zamieszkałe poza granicami regionu, takie jak Mazurzy (pruscy, mieszkańcy Mazur).
W 2021 r. 97 osób w Polsce zadeklarowało mazowiecką przynależność etniczną.

## Historia
Wywodzą się ze średniowiecznego plemienia Mazowszan. Jako mieszkańcy Mazowsza, krainy stosunkowo późno włączonej w organizację państwową, byli przez dłuższy czas grupą żyjącą na marginesie wielkich procesów kulturalno-twórczych. W XVI i XVII w. powszechne było zjawisko używania elementów dialektu mazowieckiego do wyśmiewania ich usposobienia i archaicznych cech kulturowych.
Badania nad kulturą Mazurów prowadził w II poł XIX w. Oskar Kolberg, wykazując ich znaczną odrębność kulturową. W XXI w. nadal podtrzymywaną odrębnością lokalną odznacza się Urzecze i Polesie Mazowieckie.
Współcześni Mazurzy pruscy oraz ich region Mazur wzięły swoje nazwy od osadników mazurskich (mazowieckich) napływających na te ziemie od XIV wieku.